# WDR Vera
WDR Vera est une radio publique thématique allemande du groupe Westdeutscher Rundfunk, essentiellement consacrée à l'information de l'état du trafic des routes de Rhénanie-du-Nord-Westphalie à destination des usagers.

## Histoire
La station commence à émettre le 30 janvier 1997 24 heures par jour via la radio numérique DAB. Jusqu'en juillet 2015, elle émet sur les ondes moyennes lors des heures de pointe. À ses débuts, il y avait également un service par téléphone.
VERA est l'acronyme de "Verkehr in Real Audio" ou "Verkehrsradio".

## Programme
Le programme se compose exclusivement d'informations sur le trafic. Toutes les informations et les messages sont donnés pour une synthèse vocale.

## Source de la traduction
- (de) Cet article est partiellement ou en totalité issu de l’article de Wikipédia en allemand intitulé « WDR VERA » (voir la liste des auteurs).